# Inglaterra 2–1 Resto do Mundo (1963)

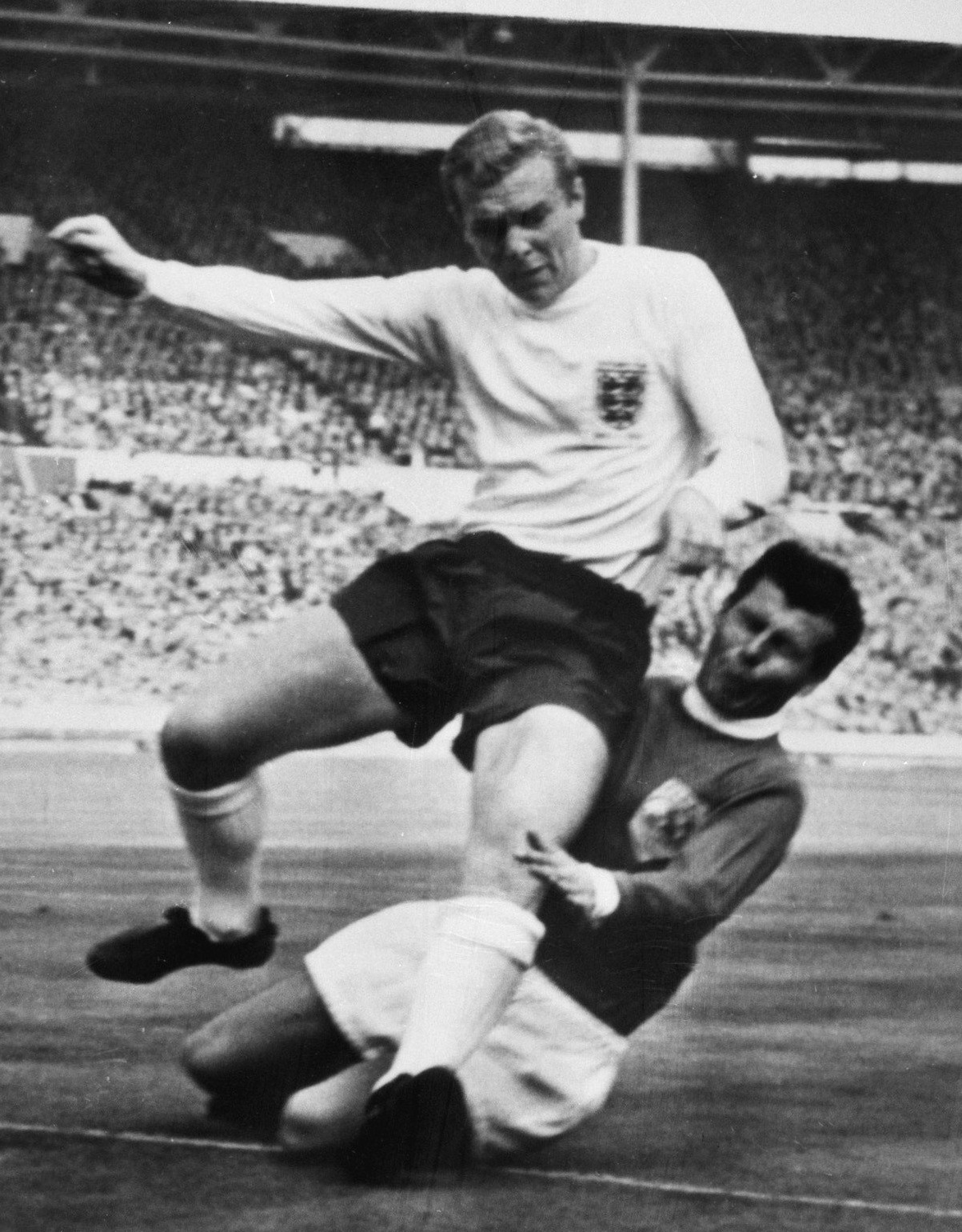
Bobby Moore e Josef Masopust durante a partida

No dia 23 de Outubro de 1963, a Seleção Inglesa de Futebol enfrentou um Selecionado do Resto do Mundo, em comemoração aos 100 anos da publicação das “Regras do Futebol”, oficializada como data de criação deste esporte.
Esse foi o primeiro jogo de uma equipe formada pela FIFA.

## Detalhes
| 23 de Outubro de 1963, às 14:45 BST | Inglaterra              | 2–1      | Seleção do Resto do Mundo | Wembley Stadium, Londres               |
|                                     | Paine 66' · Greaves 90' | (Report) | 82' Law                   | Público: 100,000 Árbitro: Bob Davidson |

| Inglaterra | Resto do Mundo |

|              |    |                |  |
|              |    |                |  |
| GK           | 1  | Gordon Banks   |  |
| RB           | 2  | Jimmy Armfield |  |
| LB           | 3  | Ray Wilson     |  |
| RH           | 4  | Gordon Milne   |  |
| CH           | 5  | Maurice Norman |  |
| LH           | 6  | Bobby Moore    |  |
| OR           | 7  | Terry Paine    |  |
| IR           | 8  | Jimmy Greaves  |  |
| CF           | 9  | Bobby Smith    |  |
| IL           | 10 | George Eastham |  |
| OL           | 11 | Bobby Charlton |  |
| Substitutos: |    |                |  |
| GK           | 12 | Tony Waiters   |  |
| FB           | 13 | Ken Shellito   |  |
| MF           | 14 | Ron Flowers    |  |
| LH           | 15 | Tony Kay       |  |
| CF           | 16 | Joe Baker      |  |
|              | 17 |                |  |
|              | 18 |                |  |
| Técnico:     |    |                |  |
| Alf Ramsey   |    |                |  |

|                |    |                         |  |
|                |    |                         |  |
| GK             | 1  | Lev Yashin              |  |
| RB             | 2  | Djalma Santos           |  |
| LB             | 3  | Karl-Heinz Schnellinger |  |
| RH             | 4  | Svatopluk Pluskal       |  |
| CH             | 5  | Ján Popluhár            |  |
| LH             | 6  | Josef Masopust          |  |
| OR             | 7  | Raymond Kopa            |  |
| IR             | 8  | Denis Law               |  |
| CF             | 9  | Alfredo di Stéfano      |  |
| IL             | 10 | Eusébio                 |  |
| OL             | 11 | Francisco Gento         |  |
| Substitutos:   |    |                         |  |
|                | 6  | Jim Baxter              |  |
|                | 1  | Milutin Šoškić          |  |
|                | 9  | Uwe Seeler              |  |
|                | 10 | Hungria Ferenc Puskas   |  |
|                | 2  | Luis Eyzaguirre         |  |
| Técnico:       |    |                         |  |
| Fernando Riera |    |                         |  |

### A partida, lance a lance

#### Primeiro Tempo
-Inglaterra dá a saída e ataca para a esquerda da tv.

-1 minuto. Bobby Charlton cobra curto um escanteio. Easthan cruza rasteiro e Graves, sozinho na pequena área chuta de primeira. A bola explode no peito de Yashin, que mesmo sem saber como, faz a defesa.

-8 mintutos. Kopa faz bom passe para Di Stefano que chuta para Banks espalmar a córner.

-9 minutos.Pela primeira vez no vídeo é possível notar as duas linhas de 4 de marcação da Inglaterra. O mundo futebolístico começava a mudar.

-15 minutos, excelente contra-ataque Ingles. Easthan faz grande passe para Greaves, que invade a área e chuta para mais uma grande defesa de Yashin. Era a velocidade no contra-ataque que Ramsey tanto queria.

-17 minutos. Apesar de desentrosados, o Resto do Mundo compensava com qualidade técnica. Di Stefano passa para Eusébio, que ganha a dividida com Norman mas acaba prensado na hora de finalizar. Mesmo assim, Banks é obrigado a realizar uma difícil defesa sem dar rebote.

-26 minutos. Já que o English Team não consegue construir mais nada ofensivamente, Eusébio resolve dar um pouco de emoção ao público. Ele dribla e chuta rasteiro, de fora da área para segura defesa de Banks.

-31 minutos. Finalmente os Ingleses voltam a ameaçar. Bobby Charlton faz jogada de linha de fundo, dribla Djalma Santos e cruza. Bobby Smith, sozinho, dentro da pequena área, consegue cabeçear em cima de Yashin, que segura a bola.

-33 minutos. Greaves acha Bobby Smith, que faz bem o pivô e devolve de primeira para Easthan, que mesmo de muito longe, bate forte, de primeira. Yashin defende em dois tempos.

-35 minutos. Paine rouba uma bola na intermediária e tenta o passe para Greaves. Popluhal se antecipa mas erra o corte e Greaves avança sozinho e bate para Yashin defender. A torcida finalmente se acende em Londres, a Inglaterra começava a jogar bem.

-39 minutos. Djalma Santos cruza, Armfield afasta mal e Kopa bate de primeira, levando perigo a meta de Banks.

-A Inglaterra começa a chegar mais forte nas divididas. Sentindo isso, Di Stefano começa a jogar mais atrás. Era apenas um amistoso, não valia a pena se expor.

-43 minutos. Easthan carrega a bola da sua intermediária até a entrada da área e chuta forte para o goleiro Soviético espalmar a córner.

-46 minutos. O árbitro Escocês encerra o primeiro tempo da partida, com o placar de 0x0.
- Chances no primeiro tempo. Inglaterra 6x4 Resto do Mundo.

#### Segundo Tempo
-O Resto do Mundo volta com 4 alterações. Saem Yashin, Djalma Santos, Masopust e Eusébio e entram Soskic, Eizaguirre, Baxter e Puskas. A saída para a etapa final é dada pelo Resto do Mundo.

-1 minuto. Depois de um lateral cobrado na área, Bobby Charlton desvia a bola, Soskic sai mal e divide com Bobby Smith. Na confusão, a bola se oferece a Greaves que chuta sem goleiro, mas Eizaguirre salva em cim da linha.

-8 minutos. Aparece no vídeo Bobby Charlton cobrindo o lateral esquerdo e Paine marcando Gento do outro lado. É a nova era do futebol.

-9 minutos. Greaves marca um gol depois de driblar Soskic, mas o árbitro anula erradamente, marcando uma falta anterior. Ele deveria ter dado a vantagem.

-14 minutos. Substituição no esto do Mundo. Sai Kopa e entra Seeler.

-21 minutos. GOL! Bobby Smith sai da área e cruza. Greaves tenta dominar, mas Eizaguirre afasta a bola que acaba sobrando para Paine, que chuta para abrir o marcador.

-26 minutos. Mais um grande contra-ataque da Inglaterra. Começa com Banks que acha Bobby Chalton. Este carregaa bola até passar para Greaves, que dá um lindo passe para Bobby Smith, que gira e bate de primeira. Soskic só consegue espalmar para escanteio.

-30 minutos. Di Stefano aparece novamente no jogo e dá lindo passe para Law, que vai a linha de fundo e rola para trás. O mesmo Di Stefano finaliza mas Banks mostra porque se tornou o titular da camisa 1 e faz mais uma grande defesa.

-32 minutos. Bobby Charlton acha magistralmente Greaves livre, dentro da área. O atacante bate de primeira, mas Soskic consegue defender. Parecia que não seria o dia de Greaves.

-37 minutos. GOL! Pukas mostra todo seu brilhantismo ao achar Law nas costas da zaga Inglesa. O escoces domina, invade a área e só tem o trabalho de tocar na saída de Banks, que desta vez nada pode fazer.

-39 minutos. Bobby Charlton carrega a bola desde seu campo defensivo. Ao chegar na entrada da área, ele bate firme, rasteiro. Infelzimente, ela expolde na trave. No rebote, Paine cruza na medida para Greaves que erra a cabeçada.
-40 minutos. Greaves recebe de Bobby Charlton e avança. Ele tenta cruzar para Bobby Smith, mas a bola pega mal em seu pé e vai ao travessão.

-42 minutos. GOL! Novamente, grande jogada de Bobby Charlton. Ele carrega a bola desde sua defesa, passa por 3 marcadores e chuta de pé direito. Soskic falha e solta a bola nos pés de Greaves que, desta vez não perde a oportunidade. 2x1 para o English Team.

-45 minutos. A partida chega ao fim com a vitória Inglesa.
- Chances no segundo tempo. Inglaterra 7x2 Resto do Mundo